# Thor (Reederei)
P/F Thor ist eine Reederei in Hósvík, einem Naturhafen nahe Tórshavn auf den Färöer. Die Schiffe von P/F Thor sind hauptsächlich im Nordatlantik unterwegs.

## Geschichte
P/F Thor wurde am 10. August 1994 gegründet. In der Vergangenheit war das Unternehmen in der Hochseefischerei tätig und betrieb Fischtrawler mit Langleinenfischerei und Stellnetzen. Seit 1997 stieg es zunehmend in das Geschäft mit Versorgungsschiffen für Offshore-Plattformen und zur Versorgung von Rohr- und Kabellegern ein. Außerdem arbeitete es mit Unternehmen und Institutionen aus dem Bereich Geologie zusammen.

## Schiffsflotte

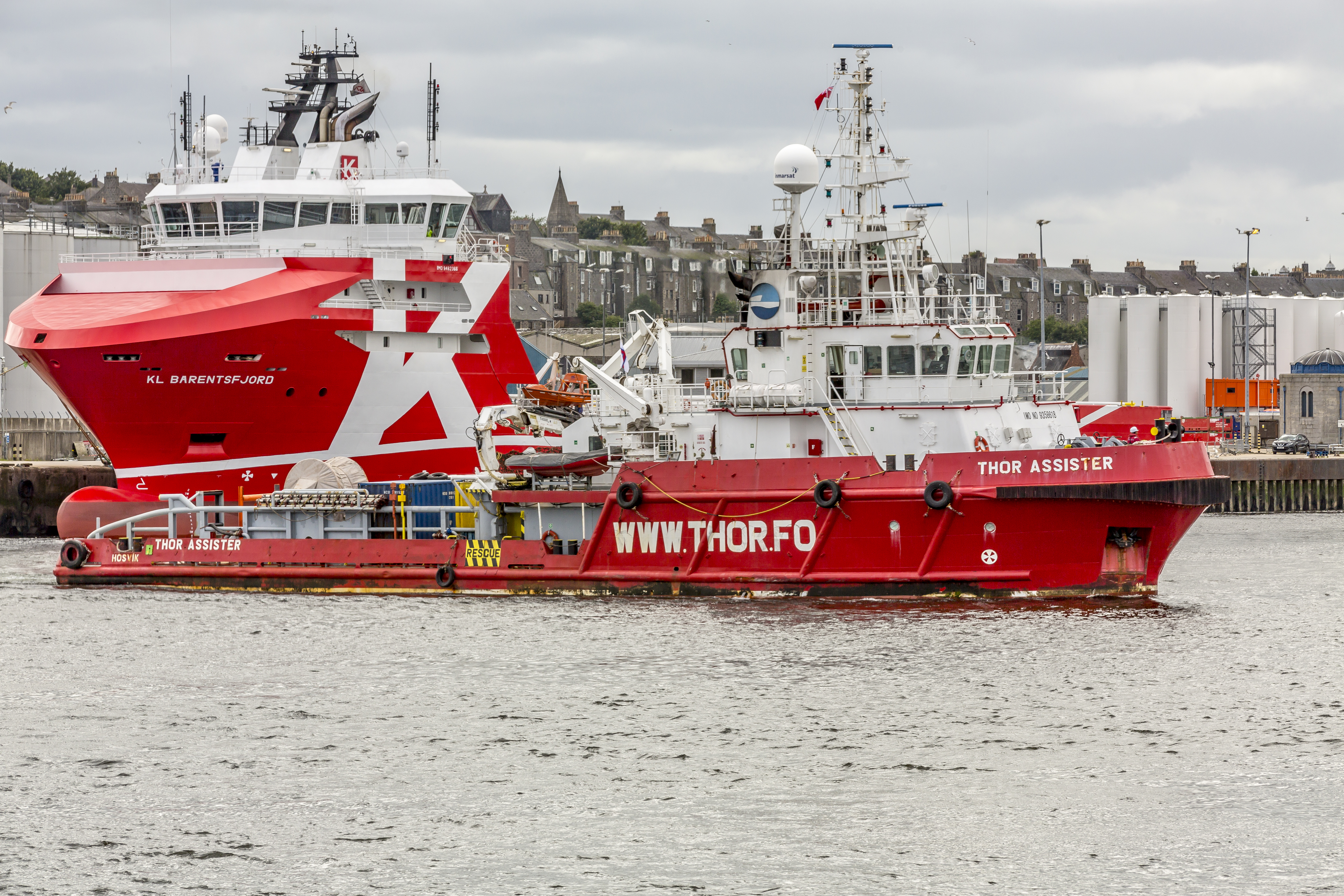
Die M/V Thor Assister im Hafen von Aberdeen.

P/F Thor und ihre Tochtergesellschaften P/F Thor Fisheries und P/F O. C. Joensen betreiben mit Stand Oktober 2019 17 Schiffe:
| Schiffe           | Baujahr | Länge/Breite  |
| ----------------- | ------- | ------------- |
| M/V Thor Freyja   | 2015    | 64,4 × 14,5 m |
| M/V Thor Frigg    | 2015    | 64,4 × 14,5 m |
| M/V Thor Magni    | 2015    | 64,4 × 14,5 m |
| M/V Thor Modi     | 2015    | 64,4 × 14,5 m |
| M/V Thor Alpha    | 2007    | 55,1 × 12,5 m |
| M/V Thor Omega    | 2008    | 55,1 × 12,5 m |
| M/V Thor Assister | 2006    | 45,0 × 11,8 m |
| M/V Torsvík       | 1979    | 39,2 × 8,5 m  |

| Schiffe      | Baujahr | Trawler-Typ                                    | Länge/Breite    |
| ------------ | ------- | ---------------------------------------------- | --------------- |
| Chr. Hoch    | 1975    | Hecktrawler                                    | 40,5 × 8,7 m    |
| Hoyvík       | 1979    | Pelagisches Schleppnetz und Ringwadenfischerei | 65,69 × 13,62 m |
| Leitisteinur | 1966    | Longliner                                      | 18,75 × 5,46 m  |
| Phoenix      | 1985    | Hecktrawler                                    | 48,5 × 9,3 m    |
| Thor         | 1963    | Stellnetz                                      | 36,63 × ? m     |

| Schiffe      | Baujahr | Trawler-Typ                       | Länge/Breite  |
| ------------ | ------- | --------------------------------- | ------------- |
| Kappin       | 1973    | Hochseefabrik-Hecktrawler         | 53,78 × 9,5 m |
| Norðheim     | 1966    | Jakobsmuscheltrawler              | 32,28 × 7,4 m |
| Túgvusteinur | 1960    | Stellnetz                         | 30,4 × 6,7 m  |
| Varðborg     | 1963    | Fischereifahrzeug – Krabbenfallen | 39,6 × 7,02 m |

## Zwischenfälle
- International bekannt wurde das Unternehmen, nachdem ihr Fabrikschiff Athena im Oktober 2010 in der Irischen See 370 Kilometer südwestlich der Scilly-Inseln in Brand geraten war. An Bord befanden sich 111 Menschen.[5]